# كيموتربسين
كيموتربسين أو التربسين الكيموسي أو الكايموتريبسين (بالإنجليزية: Chymotrypsin). تركيبه الكيميائي (EC 3.4.21.1). هو إنزيم هضمي يقوم بهضم البروتينات، ينتمي لعائلة الببتيداز. يفرز من البنكرياس بصورته اللافاعلة المسماة مولد الكيموتربسين(بالإنجليزية: Chymotrypsinogen)؛ التي تتحول لكيموتربسين في الأمعاء الدقيقة بتاثير الإنزيم تربسين.

## التركيب
يتركب إنزيم الكيموتريبسين من 245 حامض أميني والجزء الفعال به حامضين أمينيين هما الهيستيدين في الموضع 57 و الحامض الأميني سيرين في الموضع 195.

## وصلات إضافية
- The ميروبس  [لغات أخرى]‏ online database for peptidases and their inhibitors: S01.001 نسخة محفوظة 15 سبتمبر 2019 على موقع واي باك مشين.
- Chymotrypsin في المكتبة الوطنية الأمريكية للطب نظام فهرسة المواضيع الطبية (MeSH).